# Похідні групи ОУН
Похідні групи ОУН — були створені ОУН («мельниківцями») та ОУНР («бандерівцями») з метою організації зі свідомих українців на українських землях органів місцевого самоуправління під час Другої світової війни. Організацією Похідних Груп ОУНР та їх керівництвом займався штаб на чолі з В. Куком (псевдо: Коваль, Леміш). Діяльністю ОУН на Наддніпрянщині керував Олег Кандиба (Ольжич).
Загальну мету похідних груп обох організацій у стислій формі сформулював мельниківець О. Жданович («Штуль»): «Було ясно, що вибух німецько-совєтської війни вимагатиме від нас швидкої і рішучої дії, щоб в момент замішання, в момент, коли новий наїздник ще не буде закріплений, заняти й розбудувати позиції для дальшої боротьби».

## Похідні групи ОУНР

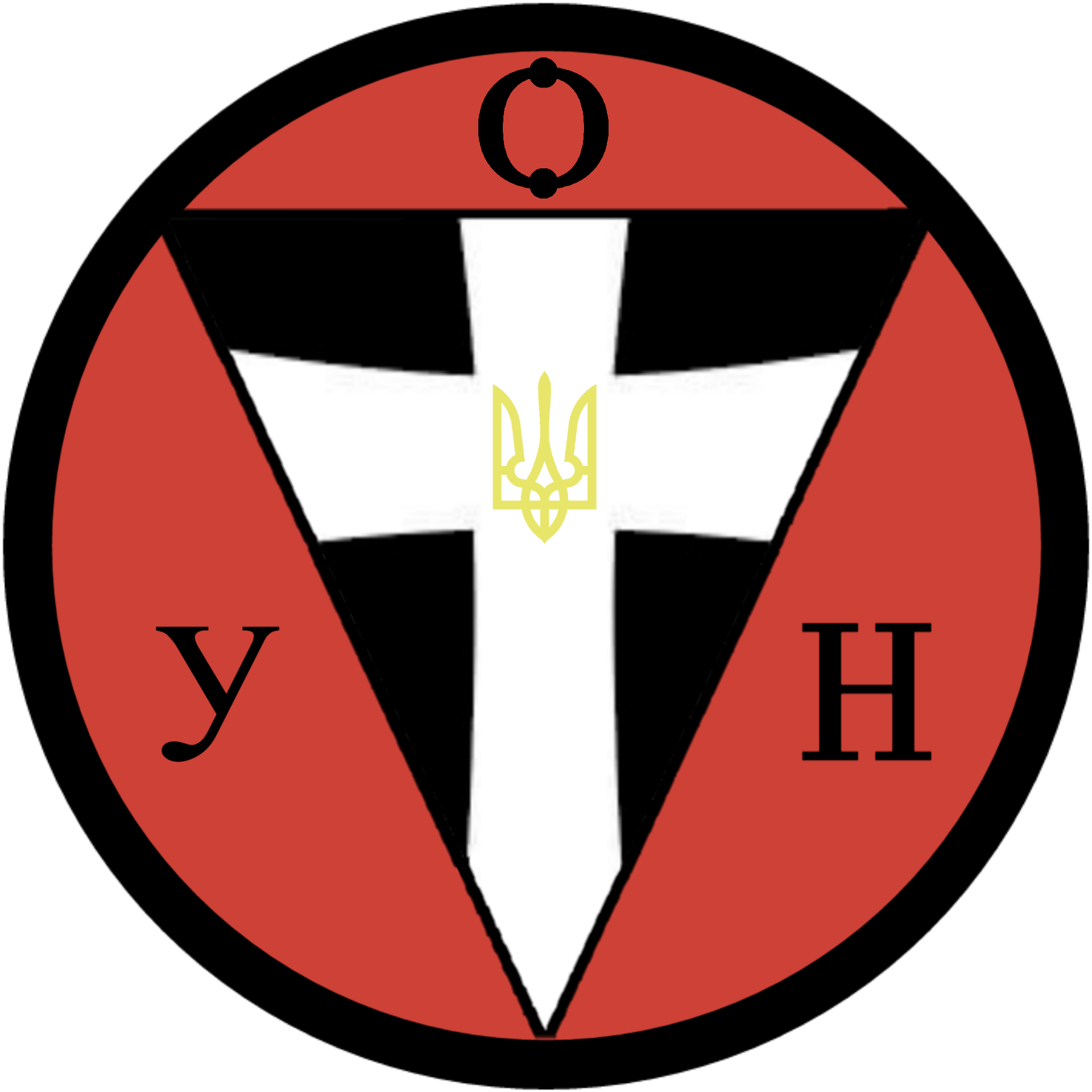
Емблема ОУНР

#### Створення

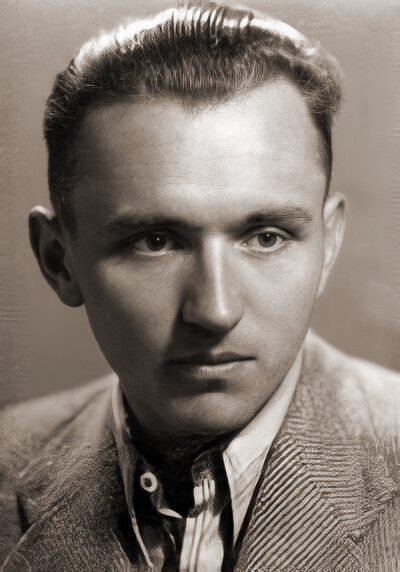
Василь Кук - організатор похідних груп ОУНР

Роботу зі створення похідних груп розпочав II Великий збір ОУН. План розміщення членів груп та їх функції розробила комісія з трьох осіб: Зиновій Матла, Василь Кук, Роман Малащук. Очолювали кожну групу провідник і штаб з 4 осіб (помічник з питань маршруту руху — «трасовий», персональний референт — з питань призначення кадрів, господарчий референт, референт зв'язку — зв'язок між всіма роями, з іншими похідними групами і з центральним керівництвом). Усі групи були в цивільному одязі, на лівому рукаві носили синьо-жовту смужку, а старшини мали ще й тризуб на середині смужки. Єдиний пароль для всіх груп був: «Куди Бог провадить?» та відповідь: «Там, де стовпи небо підпирають!»

Бандерівці створили в Надсянні та Лемківщині три похідні групи: Північну (Микола Климишин), Середню (Микола Лемик) і Південну (Зенон Матла), діяльність яких координував Дмитро Мирон («Орлик»). Загальна кількість учасників похідних груп налічувала понад 7 000 осіб. Кожна з трьох груп на одязі мала відмітку певним кольором. Похідні групи ОУН(р) під проводом Степана Бандери наприкінці червня — на початку липня 1941 вирушили в центральні та східні українські землі.

#### Група "Північ"
Група «Північ» сформована в Холмі з 21 рою. Рухалася через Ковель, Луцьк, Рівне, Житомир на Київ і мала надалі координувати підпільну діяльність у Правобережній Україні. До складу групи входили Дмитро Мирон (керівник), а також Дмитро Маївський Микола Климишин, П. Сак, Я. Хомів, М. Кравс, Т. Онишкевич, Д. Корінець та інші. Разом з цією групою в район Києва прибули В. Кук, П. Дужий, Мітрінга, В. Ривак, Б. Левицький, М. Турманович, Р. Паладійчук. Пізніше до складу групи долучився Мирослав Прокоп. Чисельність групи сягала 3500 осіб. На грудях, плечі або шапці кожного члена групи була вшита нитка зеленого кольору, що загалом було непримітно для непоінформованих. Кожен рій групи мав олівець і крейду зеленого кольору і ними позначав при вступі до населеного пункту мітку на придорожньому стовпі.

#### Група "Південь"
Група «Південь» сформована в Сяноку з 14 роїв. Рухалася через Дрогобич, Стрий, Проскурів, Вінницю, Дніпропетровськ на Донбас, Крим, Одесу із завданням організувати підпілля в південній Україні. Очолював групу Зиновій Матла, до неї належали також Тиміш Семчишин І. Клим, В. Регей, Я. Дзиндра, С. Тесля, Р. Олійник, П. Олійник, Євген Стахів, Я. Потічний та інші. Групу «Південь» загальною чисельністю близько 200 осіб складали шість підгруп:
- A-I (керівник — Микола Сидор-Чарторийський), призначення: Сімферополь; Частина «A-I» складалася переважно з юнаків, що народилися на Лемківщині.
- А-II (керівник — С. Тесля), призначення: Крим;
- А-IV (керівник — Тиміш Семчишин), призначення: Одеса, Трансністрія;
- А-V (керівник — Левицький), призначення: Миколаїв-Херсон;
- А-VI (керівник — В. Пасічняк), призначення: Кіровоград;
- А-VII (керівник — Зиновій Матла), призначення: Дніпропетровськ.

#### Група "Схід"
Група «Схід» сформована в Перемишлі з 18 роїв, рухалася через Львів, Тернопіль, Проскурів, Вінницю, Фастів, Київ, Полтаву на Харків і Кубань, мала поширювати свою дію також на прилеглі області. Керівником групи був М. Лемик, до її складу входили також О. Мащак, П. Олійник-старший, В. Лобай, М. Кравчук, Зацінський та інші. 

#### Діяльність похідних груп ОУНР
Члени похідних груп уже в липні 1941 дійшли до Вінниці, Бердичева, Житомира, Василькова, згодом прибули до Києва, Чернігова, Харкова, Полтави, Кривого Рогу, Кременчука, Миргорода, Дніпропетровська, Олександрії, Миколаєва, Херсона, Одеси, Новоукраїнки, проникли в Крим. Вони організовували місцеві адміністрації, міські та обласні управи, загони української поліції, місцеву українську пресу (зокрема «Дзвін» у місті Кривий Ріг, «Дніпрова хвиля» в місті Кременчук та інші). Поряд з активізацією національного життя похідні групи ОУН(р) популяризували акт проголошення української держави від 30 червня 1941
Німці іронічно дивилися на прагнення бандерівців брати активну участь у створенні місцевих органів управління на звільнених від більшовиків територіях. Так, у Житомирі один з представників німецької влади Байєр у розмові з членами Північної похідної групи ОУН Климишина прямо заявив, що у зв'язку з винищенням більшовиками української інтелігенції є неможливим наладнати державний апарат тими силами, які є у їхньому розпорядженні. При цьому німець підкреслив, що не може собі уявити, щоб невеличка група Бандери мала таку кількість компетентних людей (а їх треба до 80 тис. осіб), котрі були б здатні зайняти відповідальні адміністративні посади. Водночас члени похідної групи побачили, що «відношення німців є абсолютно вороже проти того, щоб на теренах східних і осередніх земель діяли в якийсь спосіб члени Організації».
Уже у серпні 1941 гестапо почало масові арешти членів похідних груп ОУН(р). Зокрема, 31.08—3.09 у Василькові арештована група з 20 осіб на чолі з Д. Мироном і В. Куком, у жовтні в Миргороді були схоплені і страчені керівник та інші 4 члени групи «Схід». Арешти пройшли також у Житомирі, Бердичеві, Вінниці, Полтаві, Херсоні та Миколаєві. У липні 1942 при спробі арешту в Києві був застрелений керівник групи «Північ» Дмитро Мирон. В умовах підпілля відбулася реорганізація похідних груп ОУН(р). Територія центральних і східних українських земель була поділена на два краї — Північний край із центром у Києві та Південний край із центром у Дніпропетровську. Північний край охоплював Київ і Київську область, а також Вінницьку, Кам'янець-Подільську, Житомирську, Полтавську, Сумську, Харківську та Чернігівську області. Південний край включав Ворошиловградську, Дніпропетровську, Кіровоградську, Запорізьку, Миколаївську, Одеську, Сталінську («Донбас») області, а також Крим і Кубань. Центр діяльності був перенесений на розбудову підпільної мережі та ведення активної пропаганди самостійницьких ідей серед населення. 1943 загальне керівництво діяльністю ОУН(р) на території райхскомісаріату Україна було покладене на Василя Кука. Протягом 1941—43 спочатку на Київщині, а згодом — у Вінниці виходила друком підпільна газета «За самостійну Україну» (із 1943 перенесена на Волинь), у Дніпропетровську видавалася нелегальна газета «Вісті». Незважаючи на масові арешти і численні втрати, похідні групи ОУН(р) та організована ними підпільна мережа діяли до відступу німецької армії із Центральної та Східної України.

## Похідні групи ОУН (м)

Емблема ОУН до розколу, а згодом ОУН(м)

#### Створення
Практична підготовка похідних груп ОУН під проводом полковника Андрія Мельника розпочалася вже наприкінці квітня 1941. На основі теренової екзекутиви ОУН у Німеччині зусиллями сотника Боді та К. Мельника були розгорнуті спеціальні «вишкільні курси» в Берліні, Бремені, Гамбурзі (усі міста в Німеччині), Бреслау (нині місто Вроцлав, Польща). На території Німеччини, Чехії, Франції, а також на прикордонних із СРСР землях — Надсянні, Підляшші, Холмщині — почали формуватися групи активних членів ОУН, готових рушити на схід. У тому числі найчисельніші з них були створені в районах Грубешів (нині місто Грубешув Люблінського воєводства, Польща) — Кристинопіль (нині місто Червоноград; керівник — І. Неболя), Ярослав—Радимно (нині обидва міста Підкарпатського воєводства, Польща; керівник — І. Малий), Сянік (нині місто Сянок Підкарпатського воєводства, Польща; керівник — Т. Бак-Бойчук). Водночас опрацьовувалися детальні схеми конспіративних маршрутів переправки людей, канали перетинання кордонів. Роботу оперативного штабу з підготовки кадрів і мережі нелегальних переходів в Україну очолював Ярослав Гайвас, який із липня 1940 був призначений провідником Крайової екзекутиви ОУН на західних українських землях. 

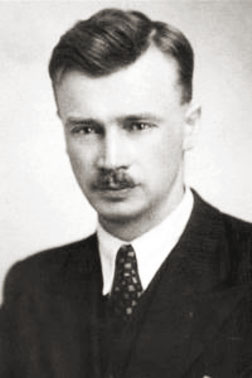
Олег Кандиба - керівник ОУН(м) на Надніпрянщині

Після нападу німецької армії на СРСР і початку відступу радянської армії компактні групи членів ОУН рушили на схід із різних країн Європи. Провідником ОУН на східних і центральних українських землях і заступник голови Проводу українських націоналістів був призначений Олег Кандиба (Олег Ольжич). Першим важливим проміжним центром на шляху мобілізованих для переправки на схід членів похідних груп став Краків, де тоді розташовувалася штаб-квартира ОУН. Згодом епіцентр дій ОУН перемістився у Львів, у якому при Крайовій екзекутиві ОУН на західних українських землях почала діяти референтура східних і центральних український земель (інша назва — референтура Сходу), котра безпосередньо координувала процес висилки похідних груп у Центральну та Східну Україну. Тут відбувалися концентрація й перегрупування кадрів ОУН, остаточно формувався склад похідних груп та визначалися їхні маршрути. Спершу роботою референтури керував особисто Олег Ольжич. Після його від'їзду зі Львова далі на схід керівництво референтурою деякий час здійснював Яків Шумелда, згодом — А. Добрянський.

#### Учасники похідних груп
Уже в перші тижні війни референтура східних і центральних українських земель спрямувала на схід кількасот членів ОУН. Загалом протягом липня—грудня 1941 лише безпосередньо через Львів було відправлено понад 850 осіб. Разом з іншими учасниками похідних груп, рух яких окремо координувався через зв'язкових, у центральні та східні українські землі було направлено близько 1,6 тисяч активістів. Серед них були такі відомі члени ОУН, як Олег Ольжич, Омелян Сеник-Грибівський, Микола Сціборський, Микола Капустянський, Осип Бойдуник, Ярослав Гайвас, Богдан Коник, Яків Шумелда, К. Мельник, Михайло Михалевич, Олег Лащенко, Олег Штуль-Жданович, Олена Теліга, Михайло Теліга, Іван Рогач, Іван Рошко-Ірлявський, Орест Чемеринський, Петро Олійник, У. Соколовський, П. Тимощук, Володимир Яхно, Роман Фодчук, В. Починок, М. Суховерський та інші. Учасниками похідних груп були також і не члени ОУН, зокрема письменник Улас Самчук.

#### Основні напрямки руху
Рух похідних груп ОУН відбувався в 3-х основних напрямках:
- північний: Дубно—Шепетівка—Житомир—Київ—Полтава—Харків;
- центральний: Проскурів (нині місто Хмельницький) — Вінниця—Умань— Кіровоград (нині місто Кропивницький) —Дніпропетровськ (нині місто Дніпро) — Донбас;
- південний: Вінниця—Балта—Одеса—Миколаїв, звідти — до Херсона і Криму. Проте на практиці чимало учасників центральних та південних похідних груп ОУН свій рух здійснювали через Київ, як і члени північної групи.

#### Буковинський курінь ОУН (м)
Окремою найбільш чисельною похідною групою ОУН став Буковинський курінь, у складі якого, за різними оцінками, перебувало від 2,5 тисяч до 3 тисяч осіб. Сформовано у серпні 1941 р. в основному з українців — жителів Буковини. Засновником і керівником куреня був полковник Петро Войновський. Маршрут руху  проходив через Снятин - Городенку - Кам'янець Подільський - Вінницю - Київ

#### Діяльність похідних груп ОУН (м)
Головною базою похідних груп на шляху до Києва став Житомир. Саме тут у серпні — на початку вересня 1941 сконцентрувалися провідні кадри ОУН, направлені на схід. За їхньою участю були сформовані органи місцевого самоврядування — обласна і міська управи. Почала створюватися розгалужена мережа українських організацій, у тому числі «Просвіта», почав діяти театр, організовувалося українське церковне життя. Протягом вересня 1941 в житомирській друкарні було видрукувано перші 17 чисел газети «Українське слово». Однак у Житомирі планам ОУН було завдано першого тяжкого удару. 30 серпня 1941 члени Проводу українських націоналістів Микола Сціборський та Омелян Сеник-Грибівський трагічно загинули від пострілів у спину.
Метою Центрального керівництва ОУН на східних і центральних українських землях було закріпитися в Києві, який мав стати центром усієї діяльності ОУН в умовах війни. Перші учасники похідних груп прибули в місто вже ввечері 19 вересня 1941. Загалом протягом вересня—листопада 1941 тут було зосереджено понад 1 тисячу членів ОУН. Вони стали ініціаторами та учасниками створення київської міської управи, намагалися розбудувати українське громадське і культурне життя, організувати видання української преси. Учасники похідних груп ОУН ініціювали започаткування 5 жовтня 1941 в Києві Української національної ради — прообразу представницького органу парламентського типу. Під егідою міської управи та Української національної ради було здійснено заходи з відродження роботи шкіл у Києві в першій половині жовтня 1941 (діяли близько 70-ти шкіл та 30-ти гімназій), поновлено роботу Київського університету (ректор — професор Кость Штепа), Київського політехнічного інституту (ректор — професор Микола Величківський), інституту харчової промисловості та медичного інституту. Було відновлено роботу УАН (президент — академік Володимир Плотников, учений секретар — професор Володимир Чудинов). Створено Спілку українських письменників (голова — Олена Теліга). Почали діяти Спілка українських купців, Спілка інженерів і техніків, Всеукраїнська кооперативна спілка (голова — О. Перевертун), сільськогосподарська кооперативна спілка «Сільський господар» та інші професійні спілки. Було створено Український Червоний Хрест (голова — О. Левитський), Союз українського жіноцтва (голова — О. Скорубська). Відновлено діяльність «Просвіти» як масової організації. За їхнього сприяння проходило відродження Української автокефальної православної церкви на чолі з митрополитом Полікарпом, створення Української церковної ради та затвердження її статуту.
Разом із тим під егідою ОУН у Києві були створені Українське військове товариство імені Павла Полуботка, масове молодіжне спортивне товариство «Січ», Спілка української молоді, діяла підпільна друкарня ОУН, в якій друкувалися відозви до населення, інструкції та комунікати для членів ОУН. Було налагоджено видання в Києві 50-тисячним тиражем газети «Українське слово» (головний редактор — Іван Рогач) із літературно-мистецьким додатком — журналом «Літаври» (головний редактор — Олена Теліга), та додатком «Останні вісті». 21 листопада 1941 заходами ОУН організовано масові публічні відзначення річниці подій листопада 1921 під селом Базар, пов'язаних із Другим Зимовим походом Армії УНР 1921 року та боротьбою за незалежність України. Учасники похідних груп активно залучали до співпраці представників місцевого населення, які або безпосередньо вступали до ОУН, або співробітничали з нею як прихильники.

#### Нацистські репресії
У відповідь на діяльність похідних груп ОУН нацисти розпочали масові репресії проти їх членів та прихильників. Наприкінці листопада 1941 відбулися перші масові арешти членів ОУН під проводом Андрія Мельника на Житомирщині. У середині грудня 1941 були заарештовані близько сорока співробітників Київської міської управи та вся редакція «Українського слова» у повному складі. У січні 1942 арешти пройшли серед київської молоді (близько шістдесяти осіб). У лютому 1942 внаслідок масових репресій було заарештовано понад 200 членів і прихильників ОУН, більшість з яких були страчені. Переслідування тривали до кінця окупації. Загалом лише в Києві протягом 1941—43 загинув 621 учасник підпілля ОУН. Серед них — Олена Теліга, Михайло Теліга, Іван Рогач, Орест Чемеринський, Роман Біда, М. Кузьмик, Зенон Домазар, Петро Олійник, Іван Рошко-Ірлявський та інші. Жертвами арештів стали також члени похідних груп в інших регіонах України. Зокрема, в місті Миколаїв були страчені Богдан Сірецький, Василь Баранецький, Володимир Антонюк, Віктор Малярчук та ін. Частина членів похідних груп ОУН, які були розконспіровані, але уникнули арештів, перейшли в глибоке підпілля і зосередилися на західноукраїнських землях, частково взяли участь у партизанській боротьбі у складі бойових груп ОУН та Української повстанської армії. Із другої половини 1942 і до осені 1943 Центральне керівництво ОУН на східних і центральних українських землях очолював Зенон Домазар (страчений гестапо у вересні 1943). В умовах нацистських репресій навесні 1942 на Чернігівщині була створена перша на Наддніпрянщині бойова партизанська група ОУН. 14—15 серпня 1942 в умовах підпілля в Києві відбувся Всеукраїнський з'їзд українських самостійників, до участі в якому, крім членів ОУН, були залучені колишні учасники боротьби за незалежність України 1917—21, повстанського руху 1920-х років, а також інші прихильники відновлення української державності, що виявляли прихильність до ОУН. Загалом підпілля ОУН діяло на східних і центральних українських землях протягом усього періоду німецької окупації.

## Боротьба між організаціями
Між похідними групами ОУН і ОУНР точилась гостра конкурентна боротьба, провокована НКВС. Бандерівці прагнули в будь-який спосіб зупинити або затримати мельниківців у їх просуваннях на південь та схід України. Перевага, зазвичай, опинялась на стороні ОУНР.

## Результати
Обом ОУН за короткий час вдалося закласти майже у всіх східних областях, включаючи пізніше й Донбас, свої осередки. Деякі члени «похідних» груп дісталися у жовтні 1941 р. аж до Криму, де створили у Сімферополі «Український національний комітет», що мав стати організатором «українського життя» на півострові. Однак усі ці клітини ОУН виявилися переважно нетривкими в організаційному відношенні й недостатньо зцементованими ідейно. Частину з них викрили нацисти, а в 1943—1945 рр. розконспірували й ліквідували органи НКВС—НКДБ, у тому числі й дві найбільші організації ОУН — київську і дніпропетровську. Після перших німецьких арештів чимало членів «похідних» груп розгубилися й відійшли на захід.

Залишилися найбільш загартовані кадри, добре ознайомлені з методами конспірації й місцевими умовами. Серед них слід назвати В. Кука, Д. Мирона, Є. Стахіва та інших.